# David Gunn
Pour les articles homonymes, voir Gunn.
 (mai 2022).
Œuvres principales
- Série Les Aux'

Compléments
- Engagement en missions secrètes.

David Gunn est un auteur de science-fiction britannique.
Sa biographie indique qu'il a effectué des missions "secrètes en Amérique centrale, au Moyen-Orient et en ex-Union soviétique'".

## Biographie
David Gunn a passé son adolescence à faire de l'entrainement au combat et à monter-descendre dans les montagnes avec des sacs à dos remplis de briques.  Telle est la culture familiale depuis des générations.
Au milieu d'une des missions secrètes en Amérique centrale, David Gunn, alors dans un delirium maladif entre des vomissements, des diarrhées et des somnolences pendant cinq jours à l'hôtel Skuzzy, est victime des hallucinations d'où il voit un individu rampant avec un couteau depuis son matelas pour vomir dans les toilettes :

« Le personnage de Sven me trotte dans la tête depuis des années. Un grand type avec un bras de métal, taillant son chemin dans les décombres d’une cité en feu alors que la bataille fait rage. Je ne sais pas d’où cette idée m’est venue ni pourquoi. Un jour, je me suis retrouvé terrassé par la fièvre dans une chambre d’hôtel miteuse en Amérique centrale, hallucinant, vomissant et rampant vers les toilettes. Il y a une scène du livre dans laquelle Sven, en proie à la fièvre, nettoie les vomissures de son matelas déjà douteux avec la lame de son couteau. C’est du vécu. Je suis resté des jours dans cette chambre à marteler un portable bon marché. J’ai peut-être écrit cinq mille mots par jour. La femme de ménage ouvrait la porte, jetait un œil, fronçait le nez et repartait. Je ne mangeais quasiment rien, buvais du Pepto Bismol à même la bouteille et travaillais sans relâche. Quand j’ai eu terminé j’étais fourbu, mais j’avais un livre. Et Sven était sorti de ma tête pour se retrouver sur les pages. »

— David Gunn.
De cette expérience, il écrit en trois mois son premier roman Le Faucheur : il s'inspire évidemment de lui-même pour le personnage nommé Sven "Tveskoeg", un lieutenant qui, souffrant le martyr, n'est humain qu'à 98,2 %.

## Carrière
L'éditeur Bantam Press sort le 7 mai 2007 le premier roman mêlé de violence, sexe et humour noir Death's Head qui sera traduit par Gregory Bouet pour la France sous le nom Le Faucheur le 17 janvier 2008 de chez l'éditeur Bragelonne par qui l'auteur est présenté comme un personnage mystérieux ayant une ressemblance avec l’agent secret James Bond du type de Roger Moore.
Le 29 avril 2008, Del Rey Books sort le second tome Death's Head Maximum Offense, en français Offensif sorti le 6 janvier 2009) et le troisième Day of the Damned, le 21 juillet 2009, en français Le Jour des damnés sorti le 22 janvier 2010).

## Vie privée
Comme le dit dans la biographie, il vit quelque part au Royaume-Uni, mais ne reste jamais au même endroit très longtemps et dort avec un shotgun sous son oreiller.

## Œuvres

### SérieLes Aux'
1. Le Faucheur, Bragelonne, 2008 ((en) Death's Head, 2007)  (ISBN 978-2-35294-131-6)Réédité au format poche par les éditions Milady en 2009 (ISBN 978-2-81120-075-6)
2. Offensif, Bragelonne, 2009 ((en) Maximum Offense, 2008)  (ISBN 978-2-35294-252-8)Réédité au format poche par les éditions Milady en 2010 (ISBN 978-2-8112-0255-2)
3. Le Jour des damnés, Bragelonne, 2010 ((en) Day of the Damned, 2009)  (ISBN 978-2-35294-362-4)Réédition prévue mais jamais réalisée au format poche par les éditions Milady en 2011 (ISBN 978-2-8112-0489-1)